# Loth et ses filles (anonyme)
Pour les articles homonymes, voir Loth et ses filles.
Loth et ses filles ou Loth et ses filles fuyant Sodome incendié par l'effet de la colère divine est un tableau anonyme réalisé à Anvers ou à Leyde vers 1520, considéré comme un chef-d'œuvre du maniérisme anversois. Il est conservé au musée du Louvre à Paris.

## Histoire
Ce tableau a longtemps été attribué au peintre Lucas van Leyden.
L'œuvre est entrée au Louvre en 1900.

## Sujet et description
Le tableau illustre une scène du chapitre 19 du Livre de la Genèse où Loth fait l'objet de séduction de la part de ses propres filles, tandis que la colère divine s'abat sur la ville corrompue de Sodome.
Le tronc grêle d'un arbre divise la composition verticalement. Sur la gauche, devant une tente, Loth enlace sa fille ainée tandis que la cadette verse le vin de l'ivresse dans une coupe pour enivrer leur père. Sur la droite de l'arbre, la ville de Sodome s'écroule. Sa flotte est engloutie. A contre-jour, on voit Loth et ses filles quitter la ville suivis d'un âne sur un pont en planches. Au loin, sur le bord droit du tableau, on aperçoit la femme de Loth transformée en statue de sel pour avoir, par curiosité, désobéi à la consigne de l'ange céleste de ne pas regarder derrière elle.
Alors que la scène se déroule dans l'obscurité, la composition est éclairée par les flammes du ciel  qui multiplient les effets de contraste, les ombres et les lumières. La clarté de la nuit accentue les détails, magnifie la couleur, donnant à l'œuvre son aspect fantastique.

## Analyse
La richesse des costumes fait contraste avec la désolation de l'arrière-plan.
Ce genre amorce une tendance durable où des peintres représenteront des scènes apocalyptiques.

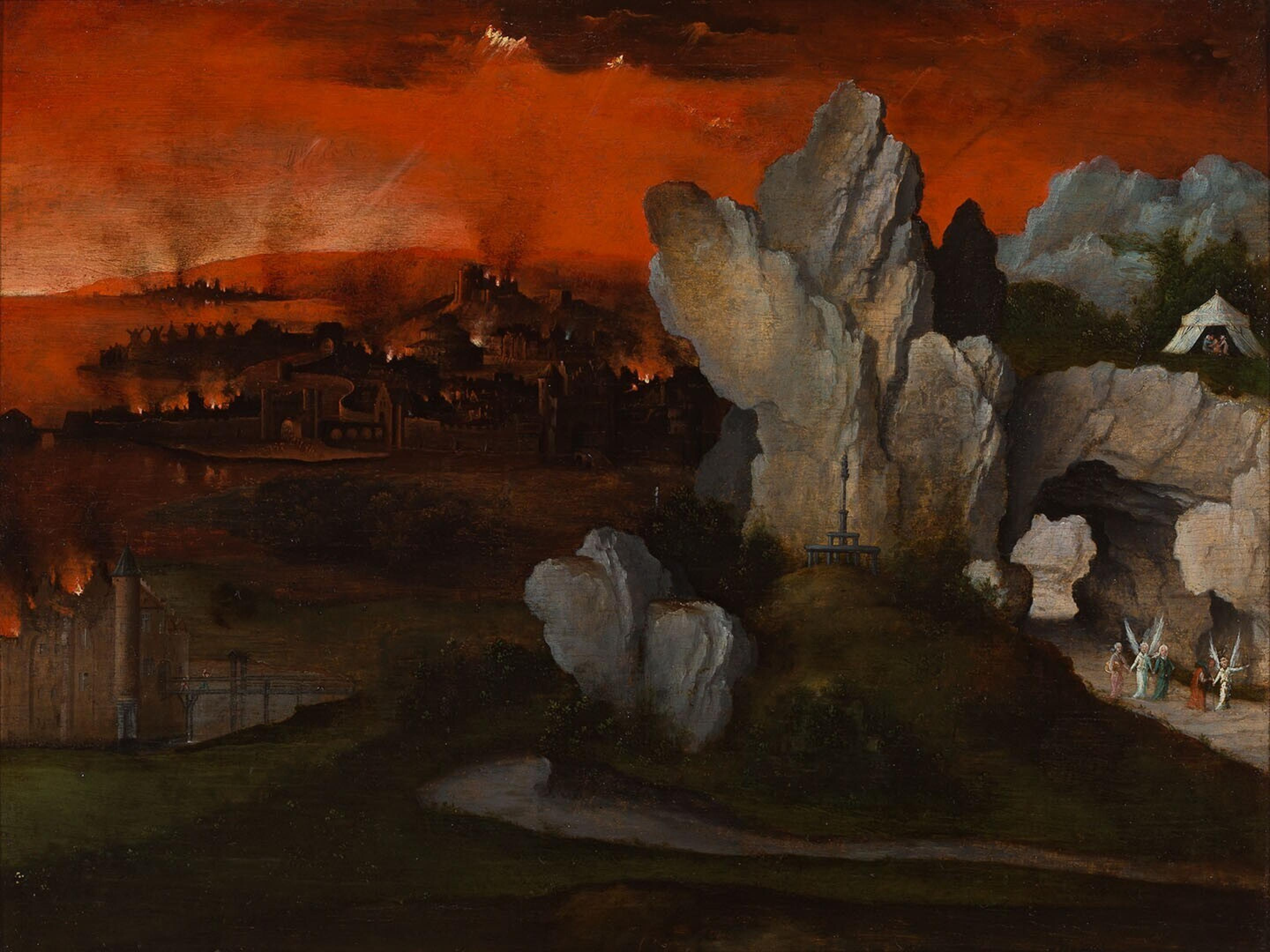
Joachim Patinier, Paysage avec la destruction de Sodome
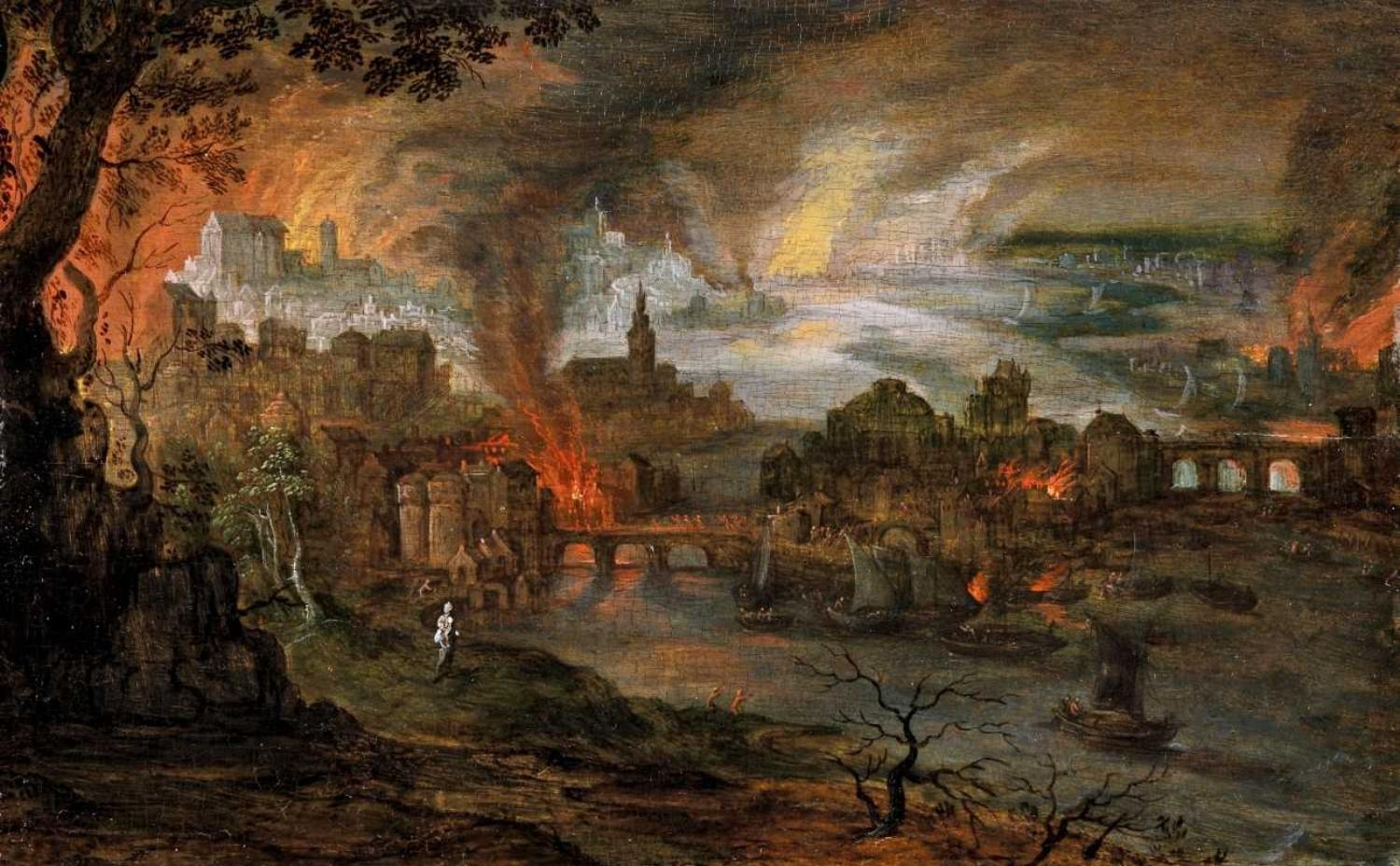
Pieter Schoubroeck, Sodome et Gomorrhe